# Max Shachtman
Max Shachtman (Varsavia, 10 settembre 1904 – Floral Park, 4 novembre 1972) è stato un filosofo statunitense.
Sviluppò un pensiero marxista chiamato "shachtmanismo" e influenzò il neoconservatorismo. Shachtman fu leninista e trotskista. Fondò con James P. Cannon e Martin Abern la Communist League of America. La sua posizione divenne in seguito sempre più liberale e socialdemocratica.

## Opere
- Ten years: history and principles of the Left Opposition, New York: Pioneer Publishers, 1933.
- The fight for socialism: the principles and program of the Workers Party. New York: New International Publishing Co., 1946.
- The bureaucratic revolution; the rise of the Stalinist state. New York: Donald Press, 1962.
- Behind the Moscow trial: the greatest frame-up in history. New York: Pioneer Publishers, 1936.
- For a cost-plus wage. New York: The Workers Party, 1943.
- Sacco e Vanzetti, labor's martyrs, New York: The International labor defense, 1927.
- Truth about the Moscow trials. New York: Pioneer Publishers, 1937